# Luis Ignacio Boné
Luis Ignacio Boné Calvo (Zaragoza, 20 de noviembre de 1950 - Praia, Cabo Verde, 1 de febrero de 2015) fue un diplomático español.

## Biografía
Nacido en Zaragoza el 20 de noviembre de 1950, se licenció en Derecho e ingresó en la carrera diplomática en 1986. Fue segundo jefe en las embajadas de España en el Congo, cónsul general de España en Rosario y Montevideo, consejero técnico en la Dirección General de Asuntos y Asistencia Consulares, consejero en las embajadas de España en Reino Unido y en Marruecos y jefe del Área de África Occidental en la Subdirección General de África Subsahariana del Ministerio de Asuntos Exteriores y de Cooperación. El 25 de julio de 2014 fue nombrado embajador de España en Cabo Verde, y ocupó su cargo hasta su fallecimiento por causas naturales el 1 de febrero de 2015 en el país en que estaba destinado.